# Birth of change
Birth of change is een kunstwerk in het Amsterdamse Bos.
Het kunstwerk staat in de gemeente Amstelveen, waartoe het park behoort, maar het beheer etc. worden verzorgd door de gemeente Amsterdam. Het kunstwerk is (mede) ontworpen door kunstenaar Serge Verheugen, die voor het bos meerdere objecten leverde, samen Family ties genaamd. Alle objecten zijn daarbij van hout gemaakt, gevonden dan wel gerooid in het genoemde park. Vervolgens werden in wokshops gehouden in het bezoekerscentrum de “beelden” in elkaar gezet, met steun van mensen die in het bos werken.
Birth of change bestaat uit de hond Rex met daarop de mens Andy; terugkerende personages bij Verheugen voor zijn werken in het bos. Hij gebruikte daarbij hout van beuk, abeel en es. De objecten worden doelbewust kaal gehouden zodat ze opgaan in de omringende natuur en na verloop van tijd ook in die natuur zullen vergaan. In 2016 kreeg het tafereel een uitbreiding in tientallen door kinderen geschilderde "vlinders" met daarop namen van ouders, huisdieren of helden (Butterfly Release Project). De kunstenaar maakte ook een zeefdrukvariant van het kunstwerk; de opbrengsten van die zeefdruk werden aangewend voor nieuwe beelden in het Amsterdamse Bos.
Tijdens de coronapandemie heeft de kunstenaar het beeld aangepast. In maart 2020 beschilderde hij het beeld met allerlei teksten, waarin hij mensen aanspoort de zaken eens anders aan te pakken en meer te luisteren naar de natuur:
- Zie, hoor, snuif (gebruik je zintuigen)
- Zand, zwerk, bos (kijk om je heen)
- Tast, voel, streel (onderneem actie) en
- Rijs, spring, los (wordt gelukkiger).

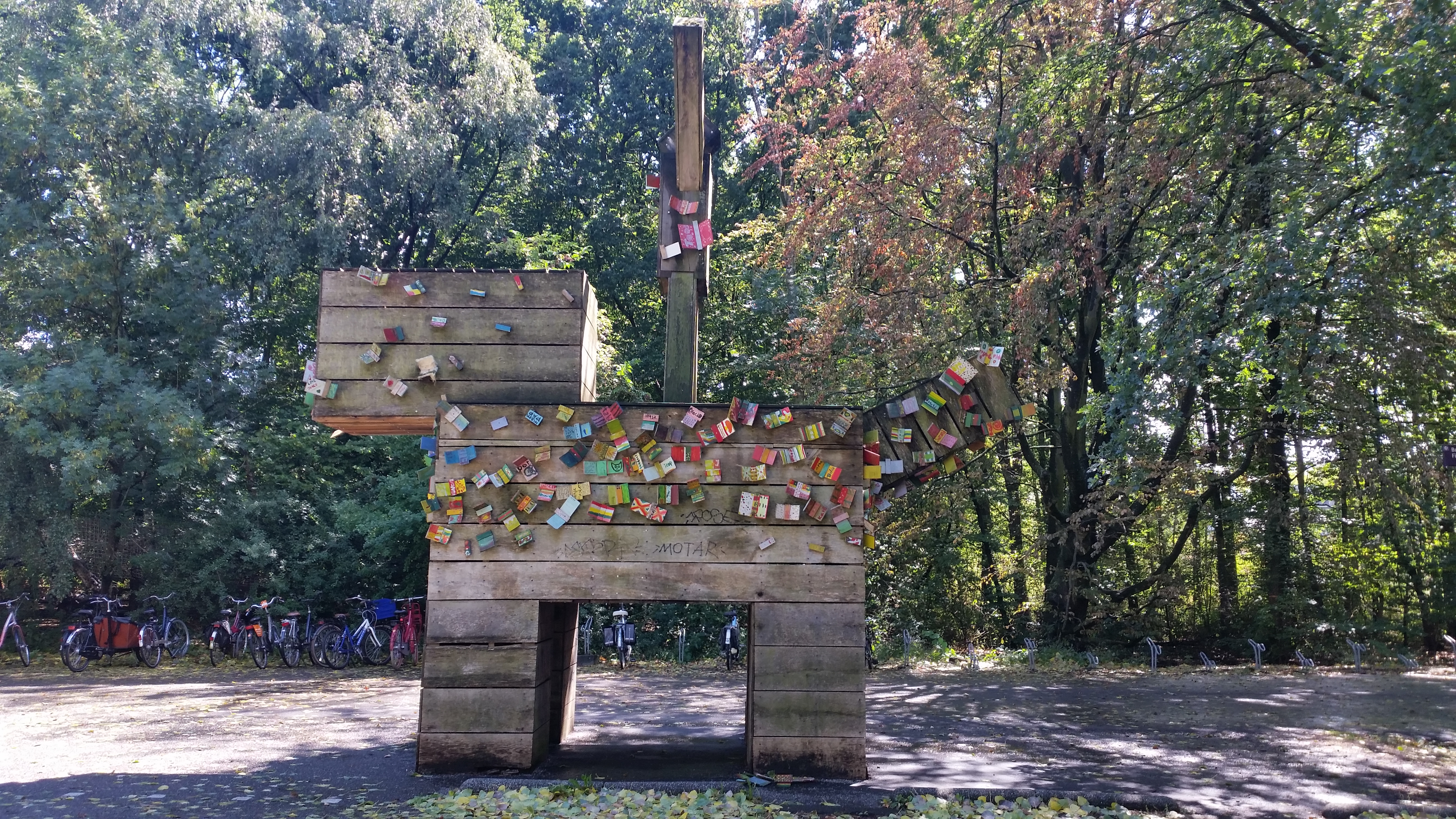
Birth of change (augustus 2018)